# Званівка
Зва́нівка — село в Україні у Бахмутському районі Донецької області. Адміністративний центр Званівської сільської територіальної громади.

## Географія
Село розташоване на березі річки Бахмутки. Відстань до райцентру — близько 28 км (автошляхом Т 0513). Залізнична станція Званівка.

## Клімат
У Званівці вологий континентальний клімат, з м'якою зимою та теплим літом. Середньорічна температура становить +8.3 °C.
Найпрохолодніший місяць січень, зі середньою температурою -6.1 °С, найтепліший місць липень, з середньою температурою +21.7 °C.
Опадів більше випадає у червні, у середньому 58 мм, найменше у березні — 28 мм опадів. У рік випадає близько 499 мм опадів.
| Кліматограма Званівки                                                                          | Кліматограма Званівки | Кліматограма Званівки | Кліматограма Званівки | Кліматограма Званівки | Кліматограма Званівки | Кліматограма Званівки | Кліматограма Званівки | Кліматограма Званівки | Кліматограма Званівки | Кліматограма Званівки | Кліматограма Званівки |
| ---------------------------------------------------------------------------------------------- | --------------------- | --------------------- | --------------------- | --------------------- | --------------------- | --------------------- | --------------------- | --------------------- | --------------------- | --------------------- | --------------------- |
| С                                                                                              | Л                     | Б                     | К                     | Т                     | Ч                     | Л                     | С                     | В                     | Ж                     | Л                     | Г                     |
| 45 −6 −9                                                                                       | 35 −5 −9              | 28 0 −4               | 38 10 5               | 42 16 11              | 58 20 15              | 52 22 17              | 40 21 16              | 37 16 11              | 41 8 4                | 44 2 −1               | 48 −3 −5              |
| Середня макс. і мін. температури повітря (°C) Атмосферні опади (мм), за рік : 508 мм. Джерело: |                       |                       |                       |                       |                       |                       |                       |                       |                       |                       |                       |

## Археологія
1969 року С. І. Татариновим відкрите поселення мустьєрської культури давньокам'яної доби.
На околиці села знайдені три кам'яні скульптури кочовиків IX—XIII ст.

## Історія
Село засноване в І половині 14 століття[джерело?]. Поселення відносилося до Кальміуської паланки.
За даними 1859 року Званівка (Соколівка, Красногорівка), панське село, над Бахмуткою, 19 господ, 136 осіб, православна церква.
В 1870 році в Званівці відкрито земську школу (сільську начальну чоловічу школу). По закриттю Званівської школи після пожежі, в 1884 році відкрито школу в Софіївці. 
Радянська окупація — з грудня 1917 року.
Село постраждало внаслідок геноциду українського народу, вчиненого урядом СРСР у 1932—1933 роках, кількість встановлених жертв — 108 осіб.
277 мешканців села (218 з них загинули, 141 нагороджений медалями й орденами) брали участь в німецько-радянській війні.
У 1951 році в Званівку переселили бойків — колишніх мешканців села Ліскувате Хирівського району та Мочари Нижньо-Устрицького району Дрогобицької області, території яких були передані ПНР на підставі угоди про обмін ділянками території між Польщею й УРСР від 15 лютого 1951 року. Частина переселенців була розселена також у найближчих селах Роздолівка та Верхньокам'янське (популярна назва Чубарівка). На згадку про примусове переселення у центрі села Званівка встановлено пам'ятний знак.
За радянських часів на терені села була центральна садиба колгоспу ім. Горького (м'ясо-молочного та зернового напрямків), за яким було закріплено 7419 га сільськогосподарських угідь, зокрема 5427 га ріллі. 10 передовиків колгоспу були нагороджені медалями.
1970 року в селі була 8-річна школа (176 учнів, 13 учителів), будинок культури на 300 місць, бібліотека (книжковий фонд — 5 тис. примірників), лікарня (25 місць, 7 медпрацівників), аптека, дитячий садок на 45 місць, поштові відділення. Працював млин і цех безалкогольних напоїв.
1970–1975 — в селі побудували 4020 м² житлової площі, 240 будинків газифіковано.
3 квітня 2017 року, після об'єднання Верхньокам'янської та Званівської сільських рад Бахмутського району, село Званівка стає адміністративним центром Званівської сільської об'єднаної територіальної громади. Нині на території ОТГ функціонують 1 дошкільний навчально-виховний заклад, 3 загальноосвітніх школи, 1 заклад культури, 1 бібліотека, 2 фельдшерських пункти та 1 амбулаторія сімейної медицини.

## Демографія
Динаміка населення Званівки

## Релігія
3 вересня 1991 року в селі створено парафію Преображення Господнього УГКЦ, Краматорського деканату Донецького екзархату Київської митрополії. 
У селі діє монастир Серця Христового Чину Святого Василія Великого УГКЦ, який був заснований 27 липня 1998 року.
2018 та 2019 року в селі Званівка відбувся відкритий обласний фестиваль вертепів та колядок «Різдвяний передзвін».

## Культура
У Званівці успішно дає «Лемко-центр» створений родиною Тимчаків  

## Постаті
- Перепелиця Сергій Леонідович (1977—2018) — сержант Збройних сил України, учасник російсько-української війни.